# La Famille Tant-Mieux
La Famille Tant-Mieux (titre original : The Caravan Family) est une série de six romans pour enfants écrits par Enid Blyton et publiés en Angleterre entre 1945 et 1951, et en France de 1963 à 1968 dans la collection Bibliothèque rose des éditions Hachette. Elle a été rééditée en France jusqu'en 1990.

## Thème de la série
La vie de la famille Tant-Mieux, composée du père, de la mère et de leurs trois enfants : Nicolas, Elisabeth et Marijo. Elle abandonne sa maison pour vivre une vie idéale à travers campagnes, en roulotte (on leur prêtera une péniche dans le deuxième tome). Toujours joyeuse, cette famille voit toujours le bon côté des choses. 

## Liste des titres
- La Famille Tant-Mieux (The Caravan Family, 1945) 1re édition française : 1963. Illustrations de Jacques Fromont. Nouvelle Bibliothèque rose no 133.

- La Famille Tant-Mieux en péniche (The Saucy Jane Family, 1947) 1re édition française : 1964. Illustrations de Jacques Fromont. Nouvelle Bibliothèque rose no 159.

- La Famille Tant-Mieux en croisière (The Pole star Family, 1950) 1re édition française : 1965. Illustrations de Jacques Fromont. Nouvelle Bibliothèque rose no 183.

- La Famille Tant-Mieux à la campagne (The Buttercup Farm Family, 1951) 1re édition française : 1966. Illustrations de Jacques Fromont. Nouvelle Bibliothèque rose no 210.

- La Famille Tant-Mieux prend des vacances (The Seaside Family, 1950) 1re édition française : 1967. Illustrations de Jacques Fromont. Nouvelle Bibliothèque rose no 240.

- La Famille Tant-Mieux en Amérique (The Queen Elisabeth Family, 1951) 1re édition française : 1968. Illustrations de Jacques Fromont. Nouvelle Bibliothèque rose no 271.

## Sources
site internet
- Bibliothèque nationale de France (pour la bibliographie)

- (en) The Caravan Family by Enid Blyton